# Pe unde am fost și am colindat
Pe unde am fost și am colindat este un film românesc din 1982 regizat de Laurențiu Damian.